# Köprülü
Köprülü – ród wezyrów w Turcji Osmańskiej. Przypuszcza się, że był to ród pochodzenia albańskiego.
Przedstawiciele: 
- Mehmed Paşa
- Ahmed Paşa
- Mustafa Paşa
- Amcazade Hüseyin Paşa
- Numan Paşa
- Abdullah Paşa